# The American Language
The American Language (La lingua americana), pubblicato per la prima volta nel 1919, è un libro di H. L. Mencken sulla lingua inglese parlata negli Stati Uniti.
Mencken fu ispirato dall'"argot dei camerieri di colore" di Washington, oltre che da uno dei suoi autori preferiti, Mark Twain, e dalle sue esperienze sulle strade di Baltimora. Nel 1902, Mencken fece osservazioni sulle "parole bizzarre che entrano nella formazione degli 'Stati Uniti'". Il libro fu preceduto da parecchie rubriche ne The Evening Sun. Mencken infine chiedeva "Perché qualche scrupoloso esperto non tenta una grammatica della lingua americana... L'inglese, cioè, com'è parlato dalle grandi masse della gente semplice di questa bella terra?" Sembrerebbe che abbia risposto alla sua domanda.
Nella tradizione di Noah Webster, che scrisse il primo dizionario americano, Mencken voleva difendere gli "americanismi" contro una posizione costante dei critici inglesi, che solitamente isolavano gli americanismi come discutibili barbare perversioni della lingua madre. Mencken attaccò la grammatica prescrittiva di questi critici e delle "maestrine" americane, sostenendo, come Samuel Johnson nella prefazione al suo dizionario, che la lingua si evolve indipendentemente dai libri di testo.
Il libro discute gli inizi delle variazioni "americane" rispetto all'"inglese", la diffusione di queste variazioni, i nomi americani e lo slang nel corso delle sue 374 pagine. Secondo Mencken, l'inglese americano era più colorito, vivace e creativo del suo corrispondente britannico.
Il libro ebbe vendite eccezionalmente buone per gli standard di Mencken, 1 400 copie nei primi due mesi. Le critiche del libro furono prodighe di lodi, con l'eccezione di una della vecchia nemesi di Mencken, Stuart Sherman.
Mencken pubblicò parecchi supplementi completi al volume principale nei decenni seguenti, basati sul boom degli articoli di linguistica.
Molte delle fonti e del materiale di ricerca associato al libro si trovano nella raccolta Mencken presso la Enoch Pratt Free Library di Baltimora (Maryland).